# Béhierit
Béhierit (ehemals Behierit, IMA-Symbol Béh) ist ein sehr selten vorkommendes Mineral aus der Mineralklasse der „Borate“ mit der idealisierten chemischen Zusammensetzung Ta(BO4) und ist damit chemisch gesehen ein Tantal-Borat.
Béhierit kristallisiert im tetragonalen Kristallsystem und entwickelt pseudo-oktaedrische Kristalle bis etwa sieben Millimeter Größe. Als Tantal-Analogon des Minerals Schiavinatoit (Nb[BO4]) kann Béhierit mit diesem in Aggregaten verwachsen vorkommen. Allerdings ist bei natürlich entstandenen Béhieriten aufgrund der chemischen Ähnlichkeit der beiden Elemente sowieso meist ein Teil des Tantals durch Niob ersetzt (substituiert). Daher wird die chemische Zusammensetzung in verschiedenen Quellen oft auch als Mischformel mit (Ta,Nb)[BO4] angegeben. Die in den runden Klammern angegebenen Elemente können sich dabei in der Formel jeweils gegenseitig vertreten, stehen jedoch immer im selben Mengenverhältnis zum Borat-Anteil des Minerals.
Das Mineral ist durchscheinend und weist auf den Oberflächen der graurosafarbenen Kristalle einen diamantähnlichen Glanz auf. Seine Strichfarbe ist jedoch weiß. Mit einer Mohshärte von 7 bis 7,5 gehört Béhierit zu den harten Mineralen und ist wie das Referenzmineral Quarz (Härte 7) in der Lage, Fensterglas zu ritzen.

## Etymologie und Geschichte
Erstmals entdeckt wurde Béhierit in den Pegmatiten von Manjaka (Ampakita; Sahananana) im Sahatany-Tal im Distrikt Antsirabe II der Region Vakinankaratra (Vàkinankàratra) auf der Insel-Republik Madagaskar. Analysiert und beschrieben wurde das Mineral erstmals 1961 durch M. E. Mrose und H. J. Rose, die es nach dem französischen Mineralogen Jean Béhier (1903–1965) benannten.
Béhierit wurde während der Gründungsphase der International Mineralogical Association (IMA) erstbeschrieben und hat daher noch keine IMA-Nummer, sondern erhielt zusammen mit anderen Mineralen eine nachträgliche Anerkennung von mehr als 60 % der Kommissionsmitglieder für neue Minerale, Nomenklatur und Klassifikation (CNMNC). In einem zusammenfassenden Report wurde die Anerkennung 1967 publiziert. Infolgedessen wird das Mineral unter der Summenanerkennung „1967 s.p.“ (special procedure) geführt.
In der Erstbeschreibung sowie in älteren Publikationen ist der Mineralname in der Schreibweise Behierit (ohne Akut über dem ersten e) zu finden, was allerdings nicht den Vorgaben zur Mineralbenennung der IMA entspricht, nach der beispielsweise bei Mineralen, die nach einer Person benannt wurden, darauf geachtet werden muss, dass die Schreibweise des Namens übernommen wird (Ausnahmen sind lediglich Leerzeichen und Großbuchstaben, die beim Mineralnamen beseitigt werden). Eine Ausnahme mit der korrekten Schreibweise Béhierit bildet unter anderem die 1978 erfolgte Publikation der 16. Auflage von Klockmanns Lehrbuch der Mineralogie.
Die bei vielen Mineralen uneinheitliche Schreibweise ihrer Namen wurde mit der 2008 erfolgten Publikation Tidying up Mineral Names: an IMA-CNMNC Scheme for Suffixes, Hyphens and Diacritical marks bereinigt und 2015 im Newsletter 28 der IMA Commission on New Minerals, Nomenclature and Classification (CNMNC) für einige fehlende Mineralnamen wie unter anderem Béhierit nachgeholt. Béhierit wird seitdem international in der Schreibweise mit dem zugehörigen Akut geführt.
Das Typmaterial des Minerals wird im National Museum of Natural History in Washington, D.C. (USA) unter der Katalog-Nr. 139602 aufbewahrt.

## Klassifikation
In der veralteten 8. Auflage der Mineralsystematik nach Strunz gehörte der Béhierit zur gemeinsamen Mineralklasse der „Carbonate, Nitrate und Borate“ und dort zur Abteilung der „Inselborate (Nesoborate)“, wo er zusammen mit Sinhalit die „Sinhalit-Béhierit-Gruppe“ mit der System-Nr. Vc/A.05 bildete.
Im zuletzt 2018 überarbeiteten und aktualisierten Lapis-Mineralienverzeichnis nach Stefan Weiß, das sich aus Rücksicht auf private Sammler und institutionelle Sammlungen noch nach dieser alten Form der Systematik von Karl Hugo Strunz richtet, erhielt das Mineral die System- und Mineral-Nr. V/G.07-20. In der „Lapis-Systematik“ entspricht dies ebenfalls der Abteilung „Inselborate“, wo Béhierit zusammen mit Pseudosinhalit, Schiavinatoit und Sinhalit die unbenannte Gruppe V/G.07 bildet.
Die von der International Mineralogical Association (IMA) zuletzt 2009 aktualisierte 9. Auflage der Strunz’schen Mineralsystematik ordnet den Béhierit in die neu definierte Klasse der „Borate“ und dort in die Abteilung der „Monoborate“ ein. Diese ist weiter unterteilt nach der Struktur des Boratkomplexes, der möglichen Anwesenheit weiterer Anionen und der Anzahl bestimmter Boratbaugruppen, so dass das Mineral entsprechend seinem Aufbau in der Unterabteilung „B(O,OH)4, ohne und mit zusätzlichen Anionen; 1(T), 1(T) + OH usw.“ zu finden ist, wo es nur noch zusammen mit Schiavinatoit die „Béhieritgruppe“ mit der System-Nr. 6.AC.15 bildet.
Die vorwiegend im englischen Sprachraum gebräuchliche Systematik der Minerale nach Dana ordnet den Béhierit wie die veraltete Strunz’sche Systematik in die gemeinsame Klasse der „Carbonate, Nitrate und Borate“ und dort in die Abteilung „Wasserfreie Borate“ ein. Hier ist er zusammen mit Schiavinatoit in der unbenannten Gruppe 24.01.02 innerhalb der Unterabteilung „Wasserfreie Borate mit (A)2+XO4“ zu finden.

## Chemismus
Die Elektronenstrahlmikroanalyse von Mineralproben aus der Grube Antsongombato in der Kommune Andrembesoa im an die Typlokalität angrenzenden Distrikt Betafo ergab eine durchschnittliche Zusammensetzung von [15,77] % B2O3 (berechnet aus der Stöchiometrie), 63,95 % Ta2O5 und 21,73 % Nb2O5. Die aus den Ergebnissen abgeleitete empirische Formel wird mit (Ta0.64Nb0.36)Σ=1.00BO4 angegeben.
Im Vergleich dazu besteht die synthetische Verbindung (Ta,Nb)BO4 mit dem Stoffmengenverhältnis Ta : Nb = 1 : 1 aus 16,44 % B2O3, 52,18 % Ta2O5 und 31,38 % Nb2O5.

## Kristallstruktur
Béhierit kristallisiert tetragonal in der Raumgruppe I41/amd (Raumgruppen-Nr. 141) mit den Gitterparametern a = 6,21 Å und c = 5,48 Å sowie 4 Formeleinheiten pro Elementarzelle.
Die Kristallstruktur entspricht der von Zirkon.

## Bildung und Fundorte
Béhierit bildet sich in granitischen Pegmatiten. An seiner Typlokalität Manjaka im Sahatany-Tal (Distrikt Antsirabe II) fanden sich Albit, manganhaltiger Apatit, Elbait, Lepidolith, Pollucit und Quarz als Begleitminerale. In der genannten Grube Antsongombato (ebenfalls Region Vakinankaratra auf Madagaskar) traten noch Feldspat, Liddicoatit, Rhodizit und Schiavinatoit hinzu.
Neben den bereits genannten Fundorten kennt man das Mineral bisher nur noch aus den Antandrokomby-Pegmatiten im Manandona-Tal (Distrikt Ambositra) in der Region Amoron’i Mania sowie in mehreren Pegmatit-Aufschlüssen im „Tetezantsio-Andoabatokely-Pegmatitfeld“ nahe Andrembesoa in der Region Vakinankaratra auf Madagaskar. Daneben fand sich Béhierit noch in den „Animikie Red Ace“- und den „Pine River“-Pegmatiten nahe Fern im Florence County des US-Bundesstaats Wisconsin (Stand 2023).